# Banco Santander (Chile)
Banco Santander Chile es la filial chilena del Banco Santander, uno de los mayores grupos financieros del mundo. El banco fue fundado en 1978 en Santiago de Chile, donde se encuentra su sede.
Es uno de los bancos más grandes del país, con 310 sucursales en todo el territorio nacional, US$74,8 billion en activos y un beneficio neto de US$923,2 millones. Actualmente ocupa el puesto n°4 en el ranking de empresas chilenas. Sus principales competidores son Banco de Chile, Bci e Itaú. Es una de las empresas con mejores calificaciones de riesgo de América Latina con un rating A1 de Moody's, y A- de Standard and Poor's. Asimismo, en materia bursátil, el banco cotiza en la Bolsa de Comercio de Santiago y también en la Bolsa de Nueva York (NYSE).

## Historia

### SigloXX
El banco fue fundado el 23 de octubre de 1978. Con la adquisición del Banco Español-Chile en 1982, el banco comenzó un proceso de expansión en sus operaciones dentro del país, adquiriendo el nombre de dicho banco hasta 1989, fecha en que recuperó el nombre de Banco Santander.
En 1993 adquiere Fincard, en ese entonces la mayor procesadora de tarjetas de crédito del país. En 1995 adquiere la Financiera Fusa, la que se termina fusionando con Fincard, naciendo así Banefe, la división de créditos de consumo del banco, con enfoque en los sectores medios.
En 1996 se fusiona con el Banco Osorno y La Unión, trasladándose a la casa matriz de esta última ubicada en Bandera 140. Posteriormente, en el 2000 se incorporó al Grupo el Banco Santiago. Con ello se afianzó la posición del grupo como primera franquicia financiera en Latinoamérica.

### SigloXXI
En 2002 el Santander Central Hispano adquirió al Banco Central el 35 % de las acciones de Banco Santiago. En consecuencia, la institución hispana pasó a controlar el 78,95 % de los títulos de esa entidad. Como adicionalmente poseía el 89 % del capital del ex-Banco Santander Chile, decidió proponer la fusión de ambas instituciones financieras en la medida que ella añadiera valor para todos los accionistas. La evaluación de los términos para intercambiar las acciones de los dos bancos constituyentes fue encomendada a dos bancos de inversión de primer nivel. Estas entidades utilizaron varios parámetros para valorizar ambos bancos y sobre la base de un promedio de estos valores, se determinó la razón de intercambio justa. Así, por un tiempo se le conoció como Banco Santander Santiago.
En definitiva, en las respectivas juntas de accionistas se aprobó la fusión por absorción entre los Bancos Santander Chile y Santiago, entidades que ponderarían 47,5 % y 52,5 %, respectivamente, dentro del capital del banco resultante. Tras contar con todas las autorizaciones pertinentes, el 1 de agosto hizo su debut en la banca nacional el nuevo Banco Santander Chile, una de las instituciones más importantes y rentables en América Latina. 
Para 2008 el Banco Santander Chile tenía más de 500 sucursales en el país y cerca de 3 000 000 de clientes.
En 2016 se inaugura la primera sucursal Work Café, un nuevo formato de atención que eliminó las cajas tradicionales y que dispuso de espacios de trabajo colaborativo, salas de reuniones y acceso a internet inalámbrico para uso gratuito de clientes y no clientes, además de  cafetería, terminales autoservicio y estaciones de trabajo para colaboradores de la entidad. A la fecha se han inaugurado casi 70 oficinas con este concepto en todo el país. La idea fue replicada a partir de 2018 por otras filiales del banco en el extranjero, como Argentina, Brasil, España, Estados Unidos, Portugal y Reino Unido.
En octubre de 2017 se cierra la división de consumo Banefe, y con ello, sus clientes pasaron a ser parte del banco.
En 2019 el banco lanzó su aplicación para pago móvil llamada «Superdigital», que permite el pago y cobro digital en pesos chilenos entre sus usuarios, así como también tener una tarjeta virtual prepagada, permitiendo así captar nuevos clientes de manera más simple y también bancarizar a quienes estaban fuera del sistema. Además, estrenó la cuenta vista Life, producto también enfocado en la inclusión financiera por medio de una tarjeta de débito y acceso a las plataformas tecnológicas de la institución.
En el reporte anual sobre seguridad bancaria de 2020, elaborado por la revista financiera Global Finance, se posicionó como el segundo banco más seguro de Chile y de Latinoamérica, solo detrás del BancoEstado.
En marzo de 2021 el banco anunció su incorporación al mercado de pagos a través de su filial «Getnet», con un sistema de pago presencial a través de los terminales de punto de venta (TPV o POS por su sigla en inglés), para hacer más competitivo ese rubro controlado hasta ese entonces por solo tres compañías en el país: Transbank, Multicaja y Red Global S.A. (filial de BancoEstado).
En junio de 2022, el banco anunció que dejaría su sede de calle Bandera en el centro de Santiago, con la construcción un nuevo edificio corporativo en la comuna de Las Condes, cuya inauguración está proyectada para 2026. Un mes más tarde, se anunció el nombramiento de Román Blanco como gerente general y Country Manager del banco en Chile, en reemplazo de Miguel Mata y Claudio Melandri.
Luego, en marzo de 2023, la institución financiera  presentó la cuenta vista «Más Lucas», un producto bancario sin costo de mantenimiento y que paga intereses por los saldos que mantengan sus clientes, y el desarrollo de un nuevo formato de centros transaccionales denominado Work Café Expresso.

## Divisiones
Banco Santander en Chile ofrece servicios y soluciones bancarias a diversos segmentos, a través de cinco divisiones:
- Banca Comercial: La división de Banca Comercial representa el 70,4% de las colocaciones de la institución. Este departamento ofrece préstamos de consumo e hipotecarios, tarjetas de crédito y débito, cuentas corrientes y vista, productos de ahorro, inversión y seguros a personas naturales y jurídicas, a través de los segmentos de personas, pymes, financiamiento automotriz y banca privada Select. Al cierre de 2021, Banco Santander mantenía 1.747.591 cuentas corrientes personales, 198.199 cuentas corrientes de pequeñas empresas, 400.192 cuentas de ahorro personales y 1.029.778 tarjetas de crédito activas.
- Unidad Wealth Management: Está orientada a la oferta de inversiones del banco, a través de la gestora Santander Asset Management y el segmento Clientes Inversiones, con más de 9.300 millones de euros de activos bajos administración.
- División Banca Empresas e Instituciones: Atiende a grandes empresas, inmobiliarias y organismos gubernamentales.
- Santander Corporate and Investment Banking: Ofrece productos a clientes corporativos e institucionales.
- División Productos Empresas: Es responsable de proveer soluciones financieras para empresas, como productos transaccionales y de financiación en moneda extranjera, tesorería, leasing, factoring, confirming y soluciones de pago a través de Getnet.

## Red de atención
Al 30 de junio de 2022, la red de atención de Santander en Chile estaba compuesta por 226 sucursales tradicionales, 7 centros de servicios BEI, 8 sucursales Santander Select y 69 oficinas Work Café, sumando un total de 310 puntos de atención en todo el país.